# Ávvir
Ávvir (швед.) («Турбота», «Увага») — газета північносаамською мовою. Виходить у Північній Норвегії, у фюльке Фіннмарк, п'ять днів на тиждень (від вівторка до суботи). Ávvir — єдина в світі щоденна газета північносаамською мовою.
Офіси газети розташовані в Карасйоці і Каутокейно норвезького фюльке Фіннмарк. У штаті редакції перебувають 12 кореспондентів, які працюють у комунах Тана, Карасйок, Каутокейно, а також у Тромсе.

## Історія створення
Газета Ávvir утворилася 2008 року внаслідок злиття газет Min Áigi (видавалася в Карасйоці) і Áššu (видавалася в Каутокейно). Перший номер газети вийшов 6 лютого 2008 року — в Міжнародний день саамів. Основною метою об'єднання видань стало бажання випускати газету, яка виходила б щодня. Газета Áššu виходила два рази на тиждень (у вівторок і п'ятницю), нова ж газета стала виходити п'ять разів на тиждень, від вівторка до суботи.
Північносаамське слово ávvir можна перекласти як «увага», «турбота». Цю назву запропонувала норвезька саамська політична діячка Лайла Сусанна Варс із селища Лахполуоппал (комуна Каутокейно).
У тому ж 2008 році держава надала газеті суттєвої фінансової підтримки, при цьому Ávvir разом з іншою саамською газетою Норвегії, Ságat, отримали найбільшу фінансову допомогу в країні в розрахунку на одного передплатника.

## Керівництво
Першим головним редактором і генеральним директором газети став Анте Балс , який до цього працював в газеті Áššu; він був головним редактором до 2009 року. У 2009 році редакцію деякий час очолював Свейн Нордслетта (Svein Nordsletta).
Від 1 грудня 2009 року газету очолює Сара Ейра, норвезька саамська журналістка з Каутокейно, яка раніше працювала на саамському радіо Норвезької мовної корпорації (NRK). За словами Сари Ейри, найбільший конкурент Ávvir — газета Ságat, що виходить норвезькою мовою (ця газета, яка виходить з 1950-х років, також значною мірою присвячена саамській проблематиці; раніше деякі матеріали в ній публікувалися північносаамською мовою).

## Друк і наклад
Газета Ávvir друкується в друкарні газети Finnmark Dagblad у місті Гаммерфест.
Сертифікований чистий тираж газети за даними Асоціації видавців газет становив у 2008 і 2009 роках 1204 примірники, у 2010 році — 1271 примірник (за оцінкою, загальне число носіїв мови в Норвегії становить 15 тисяч осіб).

## Власники
Газета Ávvir належить на одну третину групі Nordavis AS (яка, в свою чергу, належить газеті Altaposten), на одну третину — газеті Finnmark Dagblad, ще на третину — іншим акціонерам, серед яких компанії Norske Reindriftsamers Landsforbund та Indre Finnmark investeringsselskap.